# Rusiec (Łódź)
Rusiec is een dorp in het Poolse woiwodschap Łódź, in het district Bełchatowski. De plaats maakt deel uit van de gemeente Rusiec en telt 1500 inwoners.